# Gadobutrol
Gadobutrol is een contrastmiddel voor gebruik bij magnetische resonantie-beeldvorming (MRI-scans) van de hersenen, wervelkolom, bloedvaten, lever en nieren. Het dient om het contrast van de gevormde beelden te verhogen en de diagnose te vergemakkelijken.
Contrastmiddelen voor MRI-scans zijn doorgaans paramagnetische gadoliniumverbindingen. Gadobutrol is een neutraal (niet-ionisch) macrocyclisch gadoliniumcomplex, dat bestaat uit gadolinium (Gd3+) en de macrocyclische verbinding dihydroxy-hydroxymethylpropyl-tetra-azacyclododecaan-triazijnzuur (butrol), een derivaat van cycleen. Merknamen zijn Gadovist en Gadograf van Bayer Schering. Het is in Duitsland en Nederland toegelaten sedert 2000. In België is het sedert 22 juli 2008 vergund.
Het wordt intraveneus ingespoten vóór de MRI-scan. De concentratie van het middel is 1 millimol per milliliter. De aanbevolen dosis is 0,1 millimol per kilogram lichaamsgewicht; de maximale dosis 0,3 millimol per kg. Dit komt dus overeen met 0,1 resp. 0,3 milliliter per kg lichaamsgewicht.
Zoals andere gadoliniumverbindingen, kan gadobutrol een toxische reactie (nefrogene systemische fibrose) veroorzaken bij patiënten met een ernstige nierinsufficiëntie. Gadobutrol kan ook ernstige allergische reacties veroorzaken.